# Autorità dei bacini della Liguria
L'Autorità dei bacini della Liguria già Autorità dei bacini regionali liguri è una delle Autorità della Regione Liguria che opera nel settore della difesa del suolo.
È un ente pubblico economico che gestisce i bacini idrografici tirrenici (eccetto quello del Magra) della Liguria. Comprende quindi quasi tutti i comuni della provincia di Imperia (formalmente ne fanno parte tutti dato che nessun comune è interamente all'interno del bacino idrografico padano, ma i comuni di Triora, Mendatica, Cosio d'Arroscia e Pornassio hanno parte del territorio comunale che fa parte del bacino ligure padano essendo valli tributarie del Tanaro, che ha le fonti lungo il confine ligure piemontese), di parte dei comuni della provincia di Savona (ovvero tutta la provincia eccetto le valli dell'Erro, dell'Orba e la Val Bormida e valli tributarie), di parte dei comuni della provincia di Genova (ovvero tutto il territorio provinciale, eccetto le valli della Stura di Ovada, dello Scrivia, del Trebbia e dell'Aveto) e una piccola parte dei comuni della provincia della Spezia (la provincia è compresa in 3 bacini distinti: quello ligure tirrenico, quello del Po tramite un lembo settentrionale che fa parte del bacino del Taro e il bacino interregionale del Magra-Varo).
Inoltre vi sono compresi anche i comuni piemontesi di Caprauna e Alto che formano la Val Pennavaire, valle tributaria del Neva che fa parte del bacino ligure tirrenico.
La sede amministrativa è a Genova.
Le principali valli di competenza, partendo da Ventimiglia a Spezia sono i corsi d'acqua:
- Roia - Bacino idrografico 662  km²
- Nervia - Bacino idrografico 185  km²
- San Francesco
- Argentina - 207  km²
- Prino - Bacino idrografico 44.3  km²
- Impero - Bacino idrografico 95  km²
- Dianese - principale torrente il San Pietro
- Merula - Bacino idrografico 49  km²
- Centa - Bacino idrografico 432  km²
- Pora - Bacino idrografico 59  km²
- Letimbro - Bacino idrografico 43  km²
- Leiro
- Polcevera - Bacino idrografico 140  km²
- Bisagno - Bacino idrografico 95  km²
- Recco-Portofino
- Entella - Bacino idrografico 160  km²
- Petronio - Bacino idrografico 61  km²
- Ghiararo
- Magra - Bacino idrografico 1686  km²
- Cinque Terre
- La Spezia